# Estado liberal

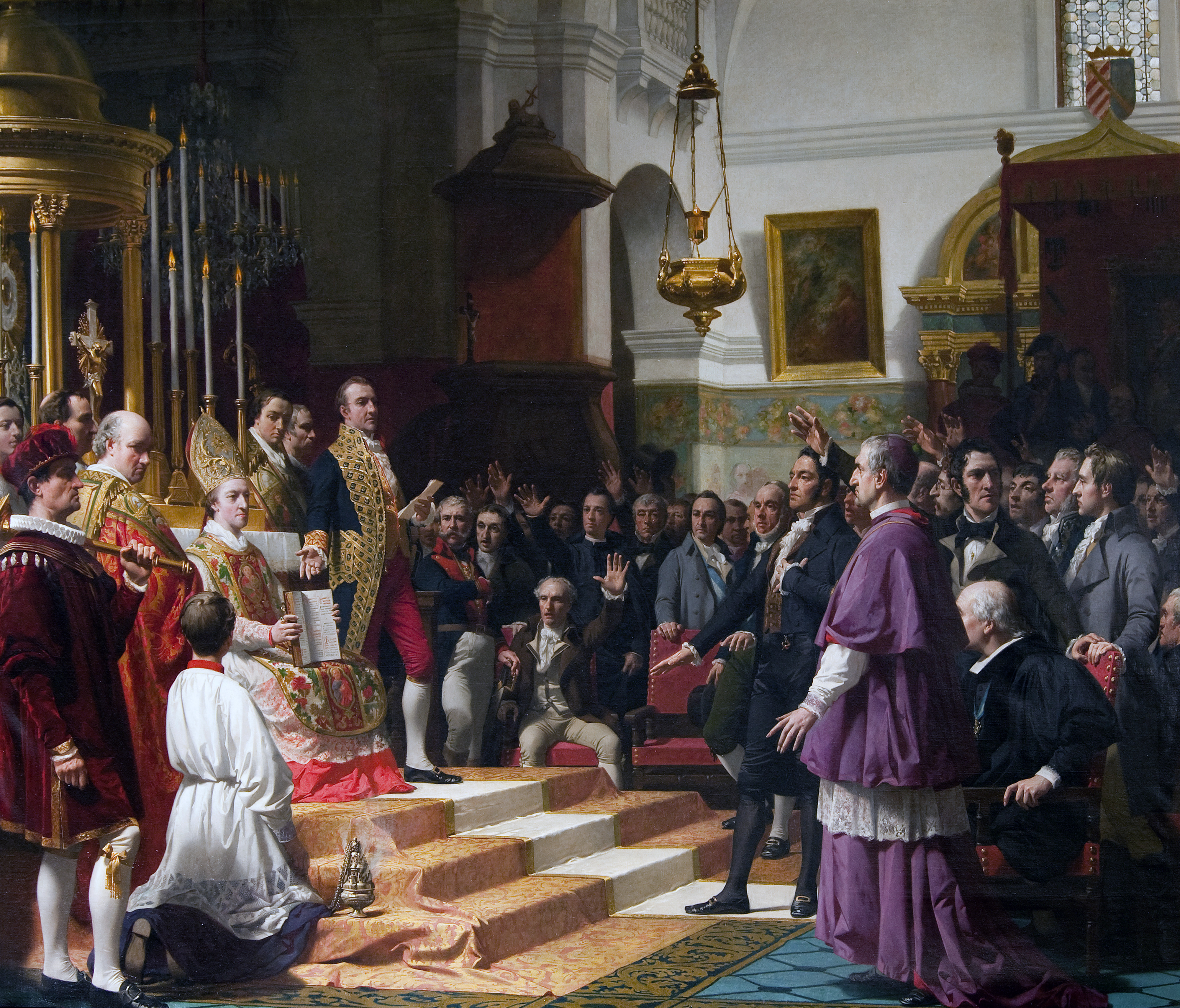
Juramento de los diputados de las Cortes de Cádiz en 1810.

El Estado liberal es el que surge como resultado de la revolución liberal en sustitución de la Monarquía absoluta propia del Antiguo Régimen. Es el sistema político propio del comienzo de la Edad Contemporánea, en la nueva formación económico-social que puede denominarse Nuevo Régimen o Régimen Liberal. Su duración en el tiempo puede entenderse como continua hasta la actualidad.

## Características del Estado liberal
La forma de gobierno no es determinante para su caracterización, pues puede ser tanto una monarquía constitucional (como en la Constitución de 1812 en España), una monarquía parlamentaria (como en el modelo inglés que se remonta a la Revolución inglesa del siglo XVII) o una república (como en el caso de la Revolución francesa o la Revolución americana)
Según autores de filiación marxista, lo que caracteriza al nuevo sistema político es el papel del Estado liberal como un instrumento en el triple proceso que se ha dado en llamar Revolución burguesa, Revolución Industrial y Revolución liberal, de transformación social, económica y política en beneficio del ascenso de una nueva clase dominante, la burguesía, y considerando al capitalismo como modo de producción, siendo la ideología dominante el liberalismo. La interpretación marxista es rechazada por los autores liberales y, parcialmente, por los postmarxistas, no obstante lo cual se puede afirmar, en sentido amplio, que las características del Estado liberal son:
1. En lo político: la democracia representativa a través del sufragio universal, para la integración de los poderes administrador y legislativo; constitución del poder judicial con total independencia para la administración de la justicia; el pluripartidismo para la promoción de los cargos electivos en elecciones regulares, que garanticen a su vez la alternancia en el ejercicio del poder.
2. En lo social: plena vigencia y respeto irrestricto al ejercicio de las libertades individuales consagradas en los Derechos humanos, conforme a las leyes que reglamenten su ejercicio.
3. En lo económico: respeto irrestricto a la propiedad privada y comunitaria con inmueble o mueble, tanto en lo que se refiere a habitación, como asimismo a fuente o medio de producción. Instauración del sistema de economía de libre mercado, a través del libre juego de la oferta y la demanda. Tendencia predominante a la privatización de fuentes y medios de producción con escasa o mínima intervención estatal, acotando ésta, exclusivamente a la mediación en los conflictos que se generen entren los particulares.

El Estado liberal surge del inconformismo con el régimen absolutista propio de la época. Cabe aclarar que en las primeras fases de la implementación del Estado liberal en Francia adoptó formas totalitarias represivas a través del Terror mediante la eliminación física de funcionarios y defensores del Antiguo Régimen, desnaturalizando los principios de la Declaración Universal de los Derechos del Hombre, que había adoptado siguiendo las orientaciones y la influencia de la Revolución por la Independencia de los Estados Unidos de América y consagrados en la primera Constitución Republicana de 1784. 
Independientemente de los abusos referidos, el surgir el Estado liberal se edifica sobre los principios proclamados de la soberanía popular, la división tripartita del poder público, el cumplimiento del principio de legalidad e igualdad formal (igualdad de los ciudadanos ante la ley) y la protección de los derechos fundamentales básicos. 
En primera instancia, un Estado liberal debe permitir y facilitar el desarrollo de un hombre libre, igualitario y racional, cuya convivencia y armonía este fijada por acciones que inspiren y permitan el progreso de la sociedad. Asimismo, es indispensable la separación de lo privado y de lo público, dado que el individuo tiene autonomía para escoger su proyecto de vida y dirigirse por sus propias convicciones. Lo privado es definido como el derecho a la personalidad inviolable, garantizando al asegurar autonomía o control sobre las intimidades de la identidad personal.

## Libertad
El Estado liberal pretende ser, según propone el liberalismo económico desde Adam Smith, un Estado limitado, que no interviene en economía (al contrario que el mercantilismo propio del Antiguo Régimen), y que solamente garantiza el ejercicio de la libertad individual, por ejemplo garantizando la existencia de un mercado libre y un ejercicio ilimitado de la propiedad privada. El Estado liberal permite la libre expresión de opinión.
Al contrario que la Monarquía absoluta, donde la palabra del rey es ley, el Estado liberal se define como un Estado de derecho, en que se ofrece al individuo la seguridad jurídica de no estar sometido a la arbitrariedad del poder. Instituciones como la tortura judicial desaparecen. Otras nacen, como la policía, pues lo que continúa existiendo (y perfeccionándose como prueba Foucault en Vigilar y castigar) es la represión de las conductas que se definen como antisociales, incluyendo la represión política de individuos y grupos no integrados en el sistema político o social. Según el mismo Foucault, el nacimiento o triunfo simultáneo de instituciones como la cárcel, la escuela y el ejército nacional indica claramente que el ideal de libertad es el de hacer que cada uno acabe encontrando su sitio según sus méritos y capacidades (no según el nacimiento como en la sociedad estamental), en función de una teórica igualdad de oportunidades.

## Igualdad
La igualdad de condiciones que se pretende para la sociedad significa que desaparecen los privilegios y los estamentos para asegurar la movilidad social mediante la superación individual a través del esfuerzo en el trabajo y cultivo de habilidades naturales y/o adquiridas (profesionales, artísticas, deportivas etc.). La eliminación de los privilegios territoriales o fueros permite la construcción de un Estado-nación de dimensiones propicias para un mercado nacional unificado, sin aduanas interiores, y que comparte moneda, sistema de pesos y medidas y legislación mercantil. La revolución de los transportes que supuso el ferrocarril fue vital para esa construcción nacional, que se ve justificada ideológicamente por los movimientos nacionalistas, como por ejemplo en las unificaciones nacionales de Italia y Alemania, que pueden hacer hincapié en otros factores de unificación nacional, como el idioma.
Es importante resaltar que en el campo del Derecho se establecen: el principio de legalidad y el principio de igualdad ante la ley. El primero hace referencia a que toda obligación ciudadana estará sujeta a que esté dispuesta en una ley, y la igualdad ante la ley quiere decir que con fundamento a la abolición de los estamentos todos los ciudadanos serán tratados iguales ante la ley.

## Separación Iglesia-Estado
La situación de la Iglesia católica en los países del sur de Europa se deteriora como consecuencia de su pérdida de poder económico, político y social (puede hablarse de un proceso de descristianización), pudiendo llegar a una separación total entre Iglesia y Estado como ocurre en Francia, o a modelos intermedios, como en España donde se opta por un modelo de Concordato, en que el clero pasa a ser subvencionado por el Estado (siguiendo el ejemplo una vez más del Imperio Napoleónico).

## La sociedad civil
La aparición del Estado como un organismo autónomo dentro de la sociedad moderna ha provocado la necesidad de distinguir lo público estatal y lo público no estatal. Lo público no estatal es el ámbito de la sociedad civil como conjunto de instituciones y mecanismos de coordinación social no dependientes del sistema administrativo estatal. Ejemplos: las ONG.